# Mesilinka River
Der Mesilinka River ist ein Zufluss des Williston Lake in der kanadischen Provinz British Columbia.

## Flusslauf
Der Mesilinka River entspringt in den Osilinka Ranges, einem Teilgebirge der Omineca Mountains. Er fließt anfangs in östlicher Richtung, wendet sich später aber nach Südsüdost. Der Fluss mündet schließlich in den Omineca Arm, der Mündungsbucht des Omineca River, dessen Nebenfluss der Mesilinka River vor dem Aufstau des Peace River war. Der Mesilinka River hat eine Länge von etwa 150 km. Er entwässert ein Areal von etwa 3000 km². Der mittlere Abfluss oberhalb Gopherhole Creek beträgt 45 m³/s. 